# Maurice Benneker
Maurice Benneker (26 augustus 1970) is een Nederlands voormalig voetballer. Hij speelde tussen 1988 en 1991 als middenvelder voor MVV. Hij is een broer van Armand Benneker.

## Clubcarrière
Benneker debuteerde op 12 november 1988 in de Eredivisie in de thuiswedstrijd tegen PEC Zwolle '82 als invaller na 39 minuten voor Hans Vincent. Medio 1989 tekende hij zijn eerste contract. In de thuiswedstrijd op 23 september 1989 tegen FC Twente stond hij voor het eerst in de startopstelling. Hij speelde in twaalf competitiewedstrijden voor hij medio 1991 stopte met voetballen.